# Пірейк
Пірейк (грец. Πειραϊκός, IV ст. до н. е. ) — давньогрецький художник-живописець, майстер ропографії.

## Життя й творчість
Про його особисте життя майже немає відомостей. Був досить відомим свого часу художником. Полюбляв зображувати предмети побуту, зокрема малював сцени ручної праці, зображував перукарні, майстерні. Також чудово малював тварин, насамперед ослів та коней. Крім того, був визнаним майстром в зображені плодів, фруктів, іншої їжі. Найулюбленішою темою були овочі. Його називали ропографом, тобто «художником марних (приземлених) об'єктів» на відміну від меголографів, які зображували сцениз міфів, героїв, видатних сучасників. Водночас за художньою майстерністю Пірейк не поступався жодному із своїх сучасників.